# Geomorfologia estrutural
A geomorfologia estrutural é uma área de estudo da geomorfologia que regista a relação entre o relevo e a composição geológica. A geomorfologia estrutural enfatiza na influência das estruturas geológicas no desenvolvimento do relevo. Esta disciplina é muito importante em áreas com forte actividade geológica em que tais falhas e dobras predeterminar a existência de picos ou vales, ou a existência de baías e promontórios pode ser explicado pela erosão diferencial de afloramentos rochosos mais ou menos resistentes.

## Relevos
O relevo de todas as partes do mundo apresenta saliências e depressões oriundas das eras geológicas passadas. Estas saliências e depressões conhecidas como acidentes de primeira ordem configuram as montanhas, planaltos, planícies e depressões; além desses acidentes existem outros menores: as chapadas, as cuestas e as depressões periféricas.
Estes acidentes resultaram da ação de dois tipos de agentes ou fatores do relevo. De origem interna, que recebe o nome de endógenos (vulcanismo, tectonismo e outros) e de origem externa, com o nome de exógenos (água corrente, temperatura, chuva, vento, geleiras, seres vivos).
Tradicionalmente, o relevo divide-se tomando como base três classificações: de Aroldo de Azevedo, Aziz Ab'Saber e Jurandyr Ross.
A história do planeta divide-se em eras geológicas, períodos, épocas e idades, não sendo proporcional a duração entre elas.
Sendo a crosta terrestre a base da estrutura geológica da Terra, várias rochas passam a compor esta estrutura e distinguem-se conforme a origem:
- Rochas Magmáticas (Rochas ígneas ou cristalinas): Formadas pela solidificação do magma, material encontrado no interior do globo terrestre. Podem ser plutônicas (ou intrusivas, ou abissais), solidificadas no interior da crosta, e vulcânicas (ou extrusivas, ou efusivas), consolidadas na superfície.
- Rochas Sedimentares: Formadas pela deposição de detritos de outras rochas, pelo acúmulo de detritos orgânicos, ou pelo acúmulo de precipitados químicos.
- Rochas Metamórficas: Formadas em decorrência de transformações sofridas por outras rochas, devido às novas condições de temperatura e pressão.

A disposição destas rochas determina três diferentes tipos de formações:
- Escudos Antigos ou Maciços Cristalinos

São blocos imensos de rochas antigas. Estes escudos são constituídos por rochas cristalinas (magmático-plutônicas), formadas em eras pré-cambrianas, ou por rochas metamórficas (material sedimentar) do Paleozóico, são resistentes, estáveis, porém bastante desgastadas.
- Bacias Sedimentares

São depressões relativas, preenchidas por detritos ou sedimentos de áreas próximas. Este processo se deu nas eras Paleozóica, Mesozóica e Cenozóica, contudo ainda ocorrem nos dias atuais. Associam-se à presença de petróleo, carvão, xisto e gás natural.
- Dobramentos Modernos

São estruturas formadas por rochas magmáticas e sedimentares pouco resistentes; foram afetadas por forças tectônicas durante o Terciário provocando o enrugamento e originando as cadeias montanhosas ou cordilheiras.
Em regiões como os Andes, as Montanhas Rochosas, os Alpes, o Atlas e o Himalaia, são freqüentes os terremotos e as atividades vulcânicas.
Apresentam também as maiores elevações da superfície terrestre. Os dobramentos resultam de forças laterais ou horizontais ocorridas em uma estrutura sedimentar que forma as cordilheiras. As falhas resultam de forças, pressões verticais ou inclinadas, provocando o desnivelamento das rochas resistentes.